# Charinus diamantinus
Espèce
Charinus diamantinus est une espèce d'amblypyges de la famille des Charinidae.

## Distribution
Cette espèce est endémique de Bahia au Brésil. Elle se rencontre dans la Chapada Diamantina à Andaraí et Lençóis dans des grottes.

## Description
La carapace des mâles mesure de 3,56 à 5,60 mm de long sur de 4,69 à 7,52 mm et celle des femelles de 4,50 à 5,68 mm de long sur de 6,13 à 7,76 mm.

## Étymologie
Son nom d'espèce lui a été donné en référence au lieu de sa découverte, la Chapada Diamantina.

## Publication originale
- Miranda, Giupponi, Prendini & Scharff, 2021 : « Systematic revision of the pantropical whip spider family Charinidae Quintero, 1986 (Arachnida, Amblypygi). » European Journal of Taxonomy, no 772, p. 1–409 (texte intégral).